# Sara Shepard
Sara Catherine Shepard (Pittsburgh, 18 de abril de 1977) é uma autora e escritora norte-americana. Ela é conhecida por escrever as séries literárias Pretty Little Liars e The Lying Game, as quais tornaram-se séries televisivas do canal Freeform.

## Início e vida pessoal
Shepard cresceu com uma irmã chamada Alison. Ela se formou na Downingtown High School em Downingtown, Pensilvânia, em 1995. Ela frequentou a Universidade de Nova Iorque, onde se formou com uma licenciatura de B.S. em 1999 e um MFA em Escrita Criativa do Brooklyn College em 2004. De 2000 a 2005, Shepard trabalhou na Time, Inc. Custom Publishing e produziu revistas de estilo de vida para clientes corporativos. Ela começou a escrever como autônoma em 2002 e a escrever seus próprios livros em 2005.
Shepard atualmente reside em Pittsburgh, Pensilvânia.

## Séries de televisão
As séries de livros de Shepard, Pretty Little Liars e The Lying Game, foram ambas transformadas em séries de televisão pela ABC Family (atualmente Freeform). A série literária de Pretty Little Liars é "vagamente baseada em suas experiências crescendo em Chester County". A adaptação da série de televisão, Pretty Little Liars, durou sete temporadas. As atrizes Troian Bellisario, Ashley Benson, Shay Mitchell e Lucy Hale estrelam como as protagonistas Spencer Hastings, Hanna Marin, Emily Fields e Aria Montgomery. Shepard teve uma participação especial em dois episódios do programa: "The Homecoming Hangover", como professora substituta e "I'm a Good Girl, I Am", como repórter.
The Lying Game estreou em 15 de agosto de 2011 na ABC Family. Como a primeira adaptação, The Lying Game também é vagamente baseada na série literária. A ABC Family levou um tempo extraordinariamente longo para decidir se deveria ou não renovar The Lying Game para além da segunda temporada, e as opções de contrato do elenco expiraram em abril de 2013, com apenas Alexandra Chando assinando um novo contrato. O canal confirmou o cancelamento de The Lying Game em julho de 2013, depois que Chando anunciou a notícia no Twitter e Instagram. Chando estrelou como as duas personagens principais, Sutton Mercer e Emma Becker.
Em 25 de setembro de 2017, foi anunciado que a série literária de Shephard de 2014, The Perfectionists, seria vagamente adaptada em uma série de televisão, intitulada Pretty Little Liars: The Perfectionists, servindo como uma sequência da série de televisão Pretty Little Liars na Freeform. Sasha Pieterse e Janel Parrish confirmaram que vão reprisar seus papéis originais de Pretty Little Liars como Alison DiLaurentis e Mona Vanderwaal. A série contou com personagens de The Perfectionists interpretados pelos atores Sofia Carson, Sydney Park, Eli Brown e Kelly Rutherford como Ava Jalali, Caitlin Martell-Lewis, Dylan Wright e Claire Hotchkiss, respectivamente. A série foi cancelada após uma temporada. Em 29 de setembro de 2017, foi anunciado que o livro de Shepard de 2014, The Heiresses, seria adaptado em uma série de televisão para a ABC Family, com Shay Mitchell estrelando como Corrine Saybrook. A partir de 2018, o canal não prosseguiu com a proposta de The Heiresses.
Em maio de 2019, foi anunciado que Shepard produziria a antologia da websérie Crown Lake, que estreou na Brat TV em 20 de junho de 2019. Shepard criou uma série de podcast intitulada Cruise Ship, que foi lançada pela Meet Cute em 6 de julho de 2021.
Sendo confirmado o seu novo spin-off de Pretty Little Liars, depois de Ravenswood, que também foi cancelada na sua primeira temporada. Pretty Little Liars: The Perfectionists que estreou no dia 20 de março de 2019 e sendo oficialmente cancelada em 22 de outubro de 2019.

## Obras

### Adolescentes

#### Pretty Little Liars
- 1: Pretty Little Liars / Maldosas (3 de outubro, 2006)
- 2: Flawless / Impecáveis (7 de março, 2007)
- 3: Perfect / Perfeitas (21 de agosto, 2007)
- 4: Unbelievable / Inacreditáveis (27 de maio, 2008)
- 5: Wicked / Perversas (25 de novembro, 2008)
- 6: Killer / Destruidoras (30 de junho, 2009)
- 7: Heartless / Impiedosas (19 de janeiro, 2010)
- 8: Wanted / Perigosas (8 de junho, 2010)
- 9: Twisted / Traiçoeiras (5 de julho, 2011)
- 10: Ruthless / Implacáveis (6 de dezembro, 2011)
- 11: Stunning / Estonteantes (5 de junho, 2012)
- 12: Burned / Devastadoras (4 de dezembro, 2012)
- 13: Crushed / Arrasadoras (4 de junho, 2013)
- 14: Deadly / Letais (3 de dezembro, 2013)
- 15: Toxic / Venenosas (3 de junho, 2014)
- 16: Vicious / Cruéis (2 de dezembro, 2014)

#### Pretty Little Liarsextras
- 0.6: Alison's Pretty Little Diary / O Diário de Ali (6 de setembro, 2010)
- 4.5: Pretty Little Secrets / Os Segredos Mais Secretos das Pretty Little Liars (3 de janeiro, 2012)
- 0.5: Ali's Pretty Little Lies / Os Segredos de Ali (2 de janeiro, 2013)
- Pretty Little Love (2017)
- Pretty Little Lost (2017)
- Pretty Little Love: The Entire Journey (2020)

#### The Lying Game
- 1: The Lying Game / O Jogo da Mentira (7 de dezembro, 2010)
- 2: Never Have I Ever / Eu Nunca... (2 de agosto, 2011)
- 3: Two Truths and a Lie / Duas Verdades e Uma Mentira (7 de fevereiro, 2012)
- 4: Hide and Seek / Caça ao Tesouro (31 de julho, 2012)
- 5: Cross My Heart, Hope to Die / Juro Pela Minha Vida (5 de fevereiro, 2013)
- 6: Seven Minutes in Heaven / Sete Minutos no Paraíso (30 de julho, 2013)

#### The Lying Gameextras
- 0.1: The First Lie / A Primeira Mentira: O Jogo da Mentira (18 de dezembro, 2012)
- 0.2: True Lies / Mentiras Verdadeiras: O Jogo da Mentira (4 de junho, 2013)

#### Heiresses
- 1. The Heiresses (fevereiro de 2013) / As Herdeiras (27 de Maio de 2022, Rocco Jovens Leitores)

#### The Perfectionists
- 1: The Perfectionists / As Perfeccionistas (7 de agosto, 2017)
- 2: The Good Girls / As Garotas Boas (2015)

#### The Amateurs
- 1: The Amateurs / Os Amadores (Rocco Jovens Leitores, 2020)
- 2: Follow Me / Os Seguidores (Rocco Jovens Leitores, 2022)
- 3: Last Seen (2018)

#### Standalone
Influence (5 de janeiro, 2021), co-escrito com Lilia Buckingham

### Ficção Adulta
- 1: The Visibles / Os Visíveis (5 de maio, 2009)
- 2: Everything We Ever Wanted / Tudo o Que Sempre Quis (10 de outubro, 2011)
- 3: The Elizas / As Elizas (25 de junho, 2018)
- Reputation (3 de dezembro, 2019)
- Memory Lane (13 de janeiro, 2021)

## Filmografia
| Ano  | Título              | Papel                   | Notas                                            |
| ---- | ------------------- | ----------------------- | ------------------------------------------------ |
| 2010 | Pretty Little Liars | Sra. Shepard            | Momento de aparição; "A Ressaca do Baile" (1.07) |
| 2015 | Pretty Little Liars | Repórter "Sara Shepard" | Momento de aparição; "Sou Boazinha, Sim" (5.24)  |

### Produção
| Ano           | Título      | Papel                  | Notas            |
| ------------- | ----------- | ---------------------- | ---------------- |
| 2019–presente | Crown Lake  | Escritora / produtora  | Websérie         |
| 2021          | Memory Lane | Cocriadora / escritora | Série de podcast |
| 2021          | Cruise Ship | Criadora / escritora   | Série de podcast |